# Casa dels Caragols
La Casa dels Caragols és un edifici neoclàssic situat al carrer Major, núm. 78, de Castelló de la Plana, i és en l'actualitat seu de diversos ens governamentals, com la Presidència de la Generalitat Valenciana, la delegació de l'IVF, la Direcció Territorial de Justícia i Administracions Públiques, Interior, Negociat d'Associacions, Negociat d'Espectacles i Establiment Públic de la Conselleria de Justícia i Administracions Públiques. L'edifici és protegit de primer ordre, estructura monumental, classificació urbanística ZU, estant dins de PGOU aprovat el 17 novembre de 1984.
Es va realitzar l'adaptació de l'antiga biblioteca i arxiu de la planta baixa com Saló d'Actes.
L'edifici té una superfície construïda de 2.054 m²i fou construït seguint els plànols de Francisco Tomàs Traver entre el 1911 i 1914.

Dos caragols pugen per la façana a la entrada de l'edifici.

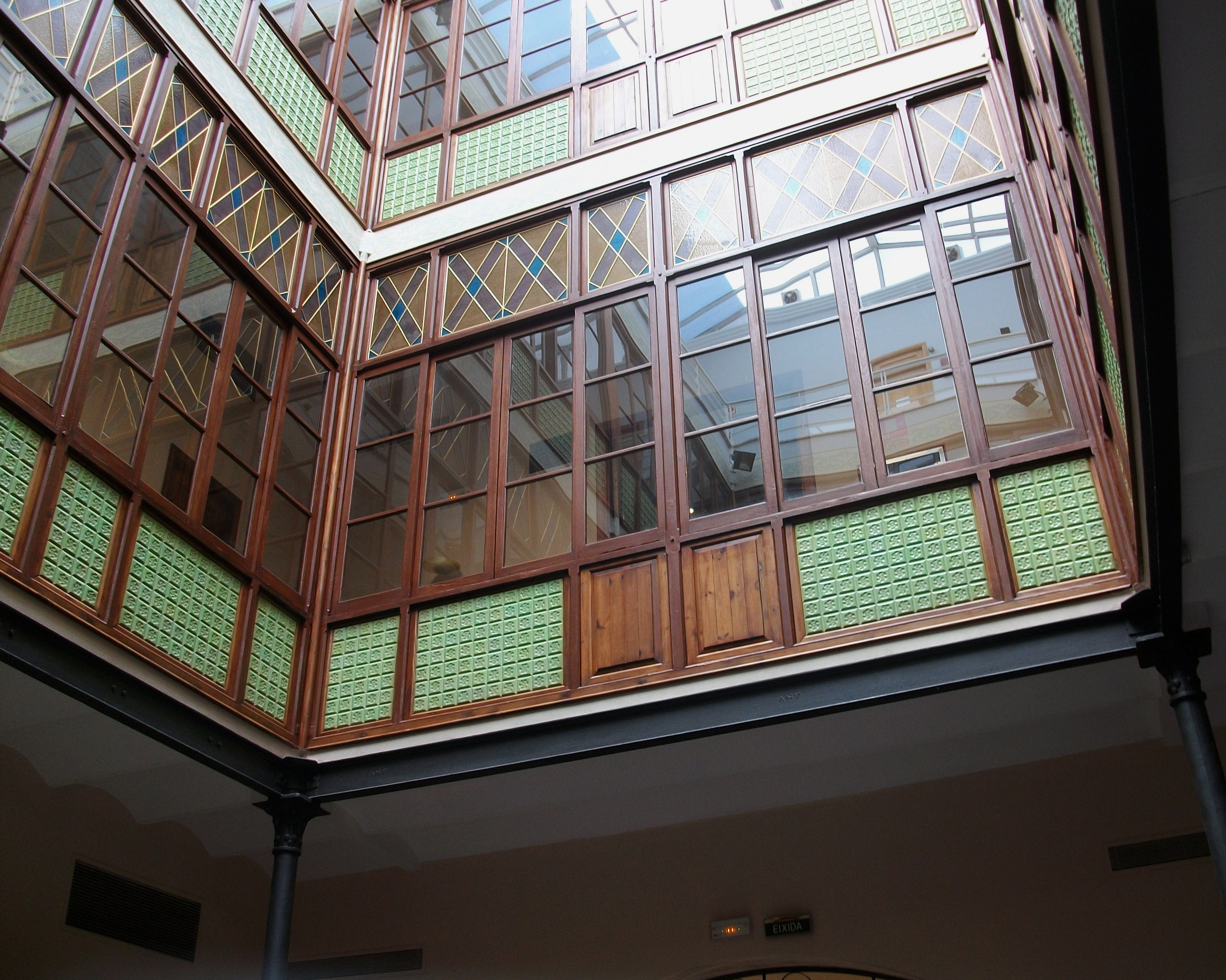
Pati interior
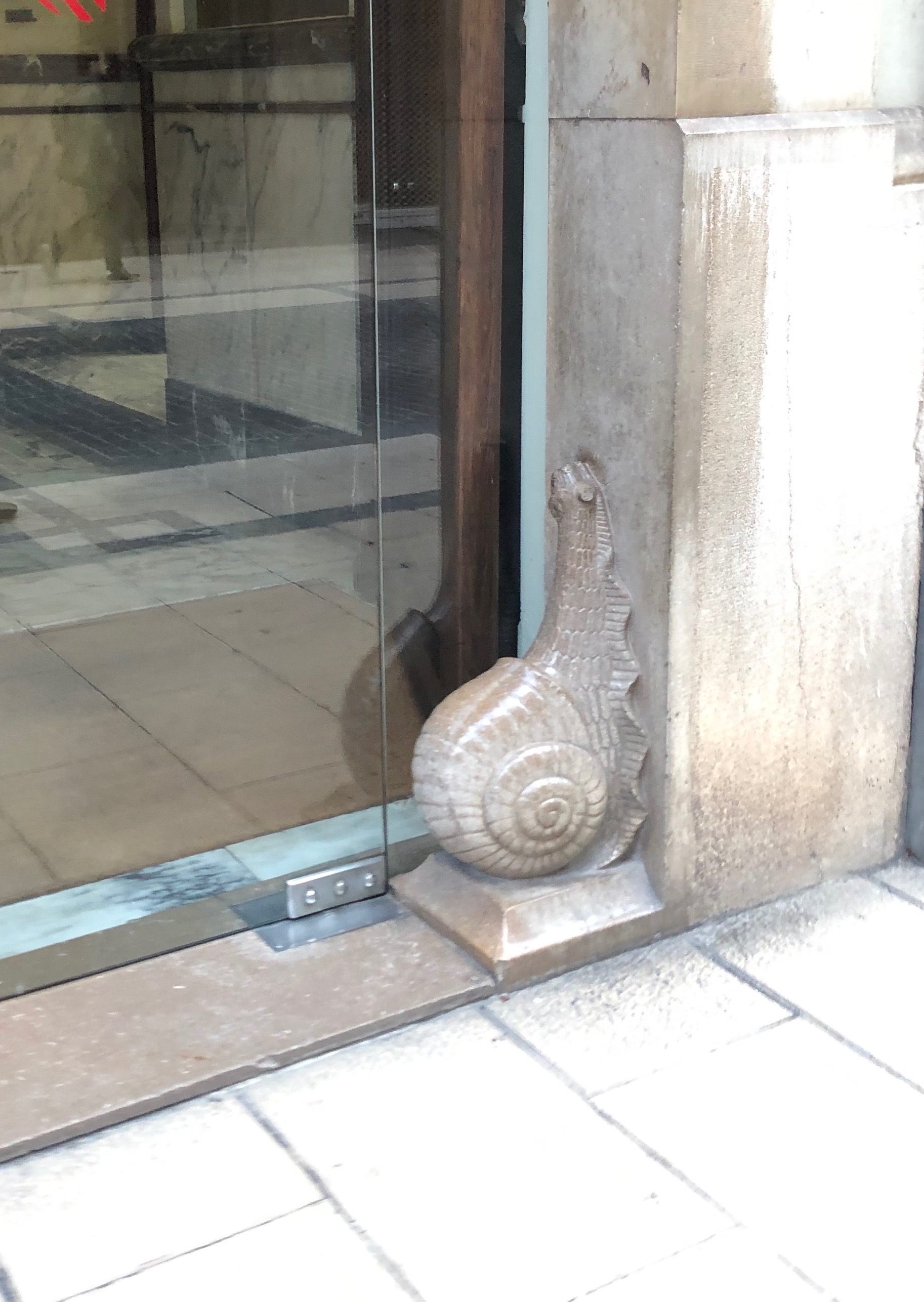
caragol